# Auli (Indie)
Auli – miasto w północnych Indiach w stanie Uttarakhand, na pogórzu Himalajów Wysokich.